# Söngvakeppnin 2017
Der 27. Söngvakeppnin 2017 fand am 11. März 2017 statt und war der isländische Vorentscheid zum Eurovision Song Contest 2017 in Kiew.

## Format
Die Show besteht aus drei Sendungen: zwei Halbfinals und einem Finale. Sechs Teilnehmer treten jeweils mit ihren Liedern gegeneinander im Halbfinale an. Diese müssen alle auf Isländisch präsentiert werden. Davon qualifizieren jeweils drei für das Finale, was ausschließlich vom Televoting entschieden wird. Außerdem wird nach den beiden Halbfinalen noch eine Wildcard ausgewählt. Diese wird intern vom Fernsehsender bestimmt und kommt aus einem der beiden Halbfinals. Im Finale treten dann die sechs Qualifikanten aus den jeweils beiden Halbfinalen gegeneinander an. Dort dürfen die Interpreten dann selbst entscheiden, ob sie auf Isländisch oder Englisch singen. Welche zwei von den Finalisten ins Goldene Finale kommen, entscheidet zu 50 % das Televoting und zu 50 % eine Jury. Im Goldenen Finale treten dann zwei Teilnehmer gegeneinander an. Das Ergebnis wird, wie in den Halbfinalen schon, zu 100 % vom Televoting entscheiden. Derjenige, der die meisten Stimmen erhält, gewinnt den Vorentscheid und repräsentiert Island beim Eurovision Song Contest 2017 in Kiew.

## Teilnehmer
Zwischen dem 20. September 2016 und dem 28. Oktober 2016 konnten Interessierte ihre Lieder einreichen. Die Lieder durften nicht länger als drei Minuten sein. Außerdem musste es einen isländischen sowie englischen Text geben. Letztendlich wurden die 12 teilnehmenden Lieder am 20. Januar 2017 präsentiert. Dabei wurde jeweils die isländische sowie die englische Version veröffentlicht.

## Halbfinale

### Erstes Halbfinale
Das erste Halbfinale fand am 25. Februar 2017 in Háskólabíó, Reykjavík statt. Dort traten sechs Teilnehmer gegeneinander an. Die drei Teilnehmer mit den meisten Stimmen vom Televoting qualifizierten sich für das Finale.
| 1. | 6 | Aron Hannes Emilsson                                 | Nótt M: Sveinn Rúnar Sigurðsson; T: Ágúst Ibsen                                                  | Isländisch | Nacht             | 11.399 | 42,3 % |
| 2. | 5 | Rúnar Eff Rúnarsson                                  | Mér við hlið M/T: Rúnar Eff Rúnarsson                                                            | Isländisch | An meiner Seite   | 04.096 | 15,2 % |
| 3. | 3 | Arnar Jónsson & Rakel Pálsdóttir                     | Til mín M/T: Hólmfríður Ósk Samúelsdóttir                                                        | Isländisch | Zu mir            | 3.319  | 12,3 % |
| 4. | 1 | Hildur                                               | Bammbaramm M/T: Hildur Kristín Stefánsdóttir                                                     | Isländisch | –                 | 03.287 | 12,2 % |
| 5. | 4 | Júlí Heiðar Halldórsson & Þórdís Birna Borgarsdóttir | Heim til þín M: Júlí Heiðar Halldórsson;T: Júlí Heiðar Halldórsson, Guðmundur Snorri Sigurðarson | Isländisch | Zu dir nach Hause | 03.150 | 11,7 % |
| 6. | 2 | Erna Mist Pétursdóttir                               | Skuggamynd M: Erna Mist Pétursdóttir; T: Guðbjörg Magnúsdóttir                                   | Isländisch | Silhouette        | 01.681 | 06,2 % |

 Kandidat hat sich für das Finale qualifiziert.
 Kandidat erhielt eine Wildcard für das Finale.

### Zweites Halbfinale
Das zweite Halbfinale fand am 4. März 2017 in Háskólabíó, Reykjavík statt. Dort traten sechs Teilnehmer gegeneinander an. Die drei Teilnehmer mit den meisten Stimmen vom Televoting qualifizierten sich für das Finale.
| 1. | 3 | Svala Björgvinsdóttir                | Ég veit það M: Einar Egilsson, Svala Björgvinsdóttir, Lester Mendez, Lily Elise; T: Stefán Hilmarsson                 | Isländisch | Ich weiß es               | 12.789 | 35,5 % |
| 2. | 1 | Aron Brink                           | Þú hefur dáleitt mig M: Þórunn Erna Clausen, Michael James Down, Aron Brink; T: Þórunn Erna Clausen og William Taylor | Isländisch | Du hast mich hypnotisiert | 10.315 | 28,6 % |
| 3. | 2 | Daði Freyr Pétursson                 | Hvað með það? M/T: Daði Freyr Pétursson                                                                               | Isländisch | Was ist schon dabei?      | 05.005 | 13,9 % |
| 4. | 4 | Páll Rósinkranz & Kristina Bærendsen | Þú og ég M/T: Mark Brink                                                                                              | Isländisch | Du und ich                | 03.954 | 11,0 % |
| 5. | 6 | Sólveig Ásgeirsdóttir                | Treystu á mig M: Iðunn Ásgeirsdóttir; T: Ragnheiður Bjarnadóttir                                                      | Isländisch | Vertraue in mich          | 02.588 | 07,2 % |
| 6. | 5 | Linda Hartmanns                      | Ástfangin M: Linda Hartmanns; T: Linda Hartmanns, Erla Bolladóttir                                                    | Isländisch | Verliebt                  | 01.408 | 03,9 % |

 Kandidat hat sich für das Finale qualifiziert.

## Finale

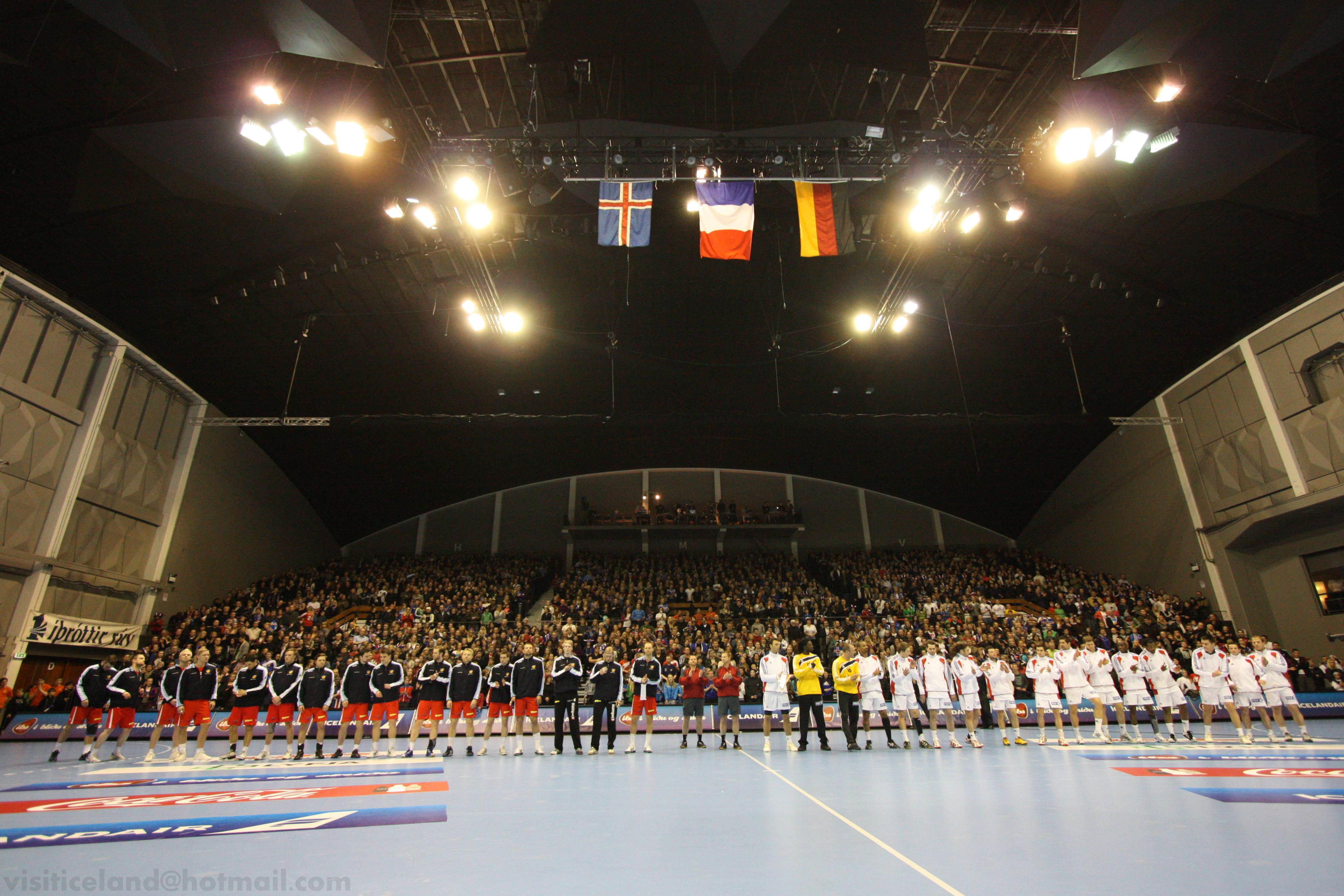
Laugardalshöllin

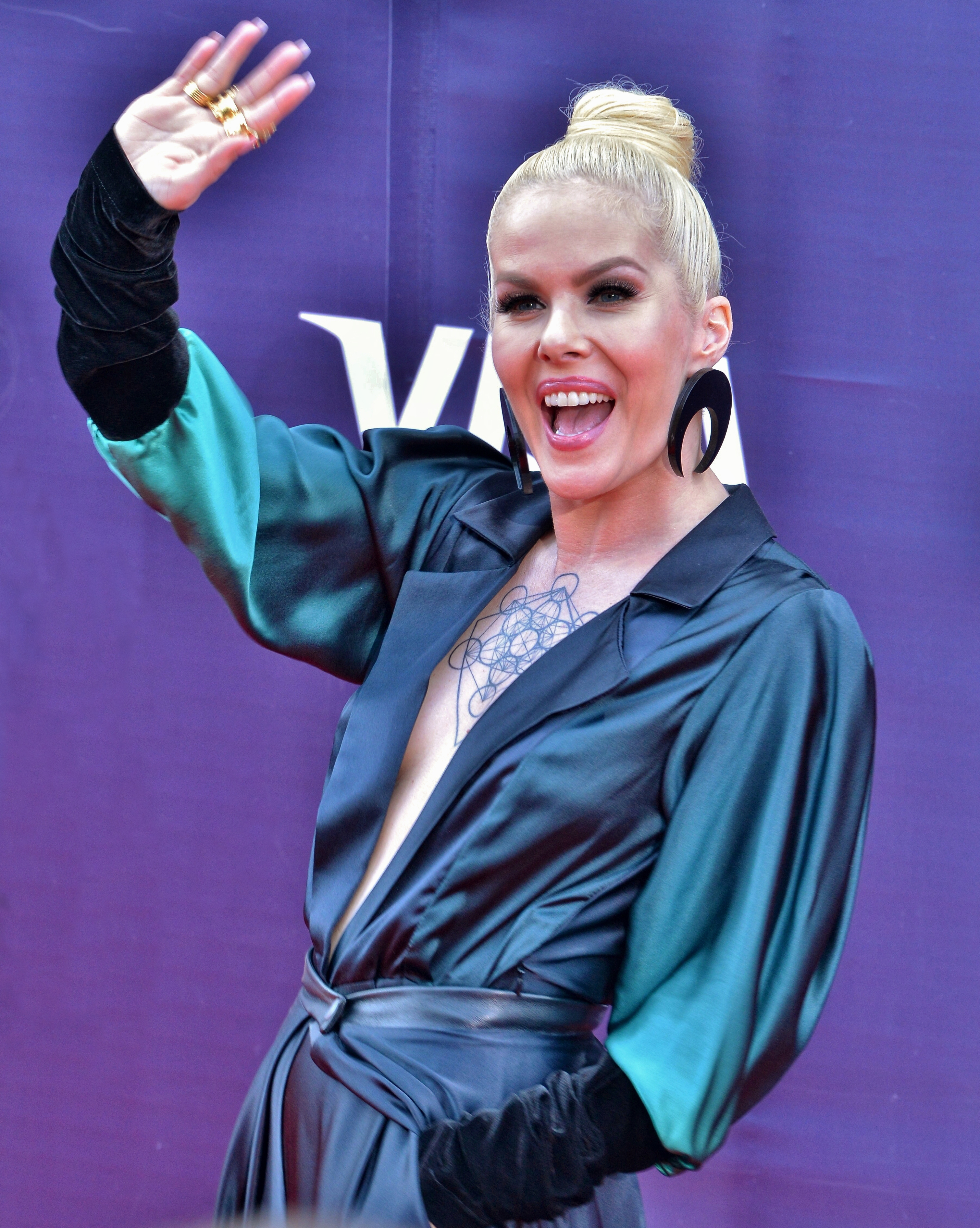
Die Gewinnerin der isländischen Vorentscheidung: Svala Björgvinsdóttir

Das Finale fand am 11. März 2017 in Laugardalshöllin, Reykjavík statt. Dort traten sieben Interpreten aus den jeweiligen Halbfinals gegeneinander an. Dabei traten sechs Qualifikanten aus den jeweiligen Halbfinale sowie die Wildcard aus einem der beiden Halbfinals gegeneinander an. Während der Abstimmungsphase trat Måns Zelmerlöw. Er sang die Lieder Heroes und Glorious.
| Platz | Startnr. | Interpret                        | Lied Musik (M) und Text (T)                                                                                     | Sprache  | Übersetzung (Inoffiziell)         | Stimmen | Stimmen   | Stimmen |
| Platz | Startnr. | Interpret                        | Lied Musik (M) und Text (T)                                                                                     | Sprache  | Übersetzung (Inoffiziell)         | Jury    | Zuschauer | Gesamt  |
| ----- | -------- | -------------------------------- | --- | -------- | --------------------------------- | ------- | --------- | ------- |
| 1.    | 6        | Svala Björgvinsdóttir            | Paper M: Einar Egilsson, Svala Björgvinsdóttir, Lester Mendez, Lily Elise; T: Svala Björgvinsdóttir, Lily Elise | Englisch | Papier                            | 24.759  | 45.258    | 70.017  |
| 2.    | 7        | Daði Freyr Pétursson             | Is This Love? M/T: Daði Freyr Pétursson                                                                         | Englisch | Ist das Liebe?                    | 22.219  | 25.195    | 47.414  |
| 3.    | 1        | Aron Hannes Emilsson             | Tonight M/T: Sveinn Rúnar Sigurðsson                                                                            | Englisch | Heute Nacht                       | 14.604  | 17.552    | 32.156  |
| 4.    | 3        | Aron Brink                       | Hypnotised M: Þórunn Erna Clausen, Michael James Down og Aron Brink; T: Þórunn Erna Clausen, William Taylor     | Englisch | Hypnotisiert                      | 11.111  | 14.205    | 25.316  |
| 5.    | 5        | Rúnar Eff Rúnarsson              | Make Your Way Back Home M/T: Rúnar Eff Rúnarsson                                                                | Englisch | Mach’ dich auf den Weg nach Hause | 13.650  | 05.545    | 19.195  |
| 6.    | 2        | Arnar Jónsson & Rakel Pálsdóttir | Again M/T: Hólmfríður Ósk Samúelsdóttir                                                                         | Englisch | Wieder                            | 18.095  | 04.816    | 22.911  |
| 7.    | 4        | Hildur                           | Bammbaramm M/T: Hildur Kristín Stefánsdóttir                                                                    | Englisch | –                                 | 11.111  | 02.977    | 14.088  |

 Kandidat hat sich für das Superfinale qualifiziert.

### Juryvoting
| 1 | Tonight                 | 1.905 | 1.587 | 2.540 | 2.222 | 2.540 | 1.270 | 2.540 | 14.604 |
| 2 | Again                   | 2.540 | 3.809 | 1.905 | 3.174 | 1.905 | 2.540 | 2.222 | 18.095 |
| 3 | Hypnotised              | 1.587 | 1.905 | 1.270 | 1.587 | 1.587 | 1.905 | 1.270 | 11.111 |
| 4 | Bammbaramm              | 1.270 | 1.270 | 2.222 | 1.270 | 1.270 | 2.222 | 1.587 | 11.111 |
| 5 | Make Your Way Back Home | 2.222 | 2.222 | 1.587 | 1.905 | 2.222 | 1.587 | 1.905 | 13.650 |
| 6 | Paper                   | 3.809 | 2.540 | 3.174 | 3.809 | 3.809 | 3.809 | 3.809 | 24.759 |
| 7 | Is This Love?           | 3.174 | 3.174 | 3.809 | 2.540 | 3.174 | 3.174 | 3.174 | 22.219 |
| Jury-Punktesprecher |                         |       |       |       |       |       |       |       |        |
| - – Andrea Gylfadóttir - – Snorri Helgason - – Þórður Helgi Þórðarson - – Måns Zelmerlöw - – Julia Zemiro - – Bruno Berberes - – Milica Fajgelj |                         |       |       |       |       |       |       |       |        |

### Superfinale
Im Superfinale traten zwei Interpreten gegeneinander an. Die zwei Interpreten mit den meisten Stimmen aus dem Finale qualifizierten sich für das Superfinale. Der Gewinner wurde ausschließlich vom Televoting bestimmt.
| Platz | Interpret             | Lied Musik (M) und Text (T)                                                                                     | Zuschauerstimmen (Tele-Voting & SMS) | Zuschauerstimmen (Tele-Voting & SMS) |
| Platz | Interpret             | Lied Musik (M) und Text (T)                                                                                     | Stimmen                              | %                                    |
| ----- | --------------------- | --- | ------------------------------------ | ------------------------------------ |
| 1.    | Svala Björgvinsdóttir | Paper M: Einar Egilsson, Svala Björgvinsdóttir, Lester Mendez, Lily Elise; T: Svala Björgvinsdóttir, Lily Elise | 79.570                               | 62,51 %                              |
| 2.    | Daði Freyr Pétursson  | Is This Love? M/T: Daði Freyr Pétursson                                                                         | 47.722                               | 37,49 %                              |